# ロビン・フッド

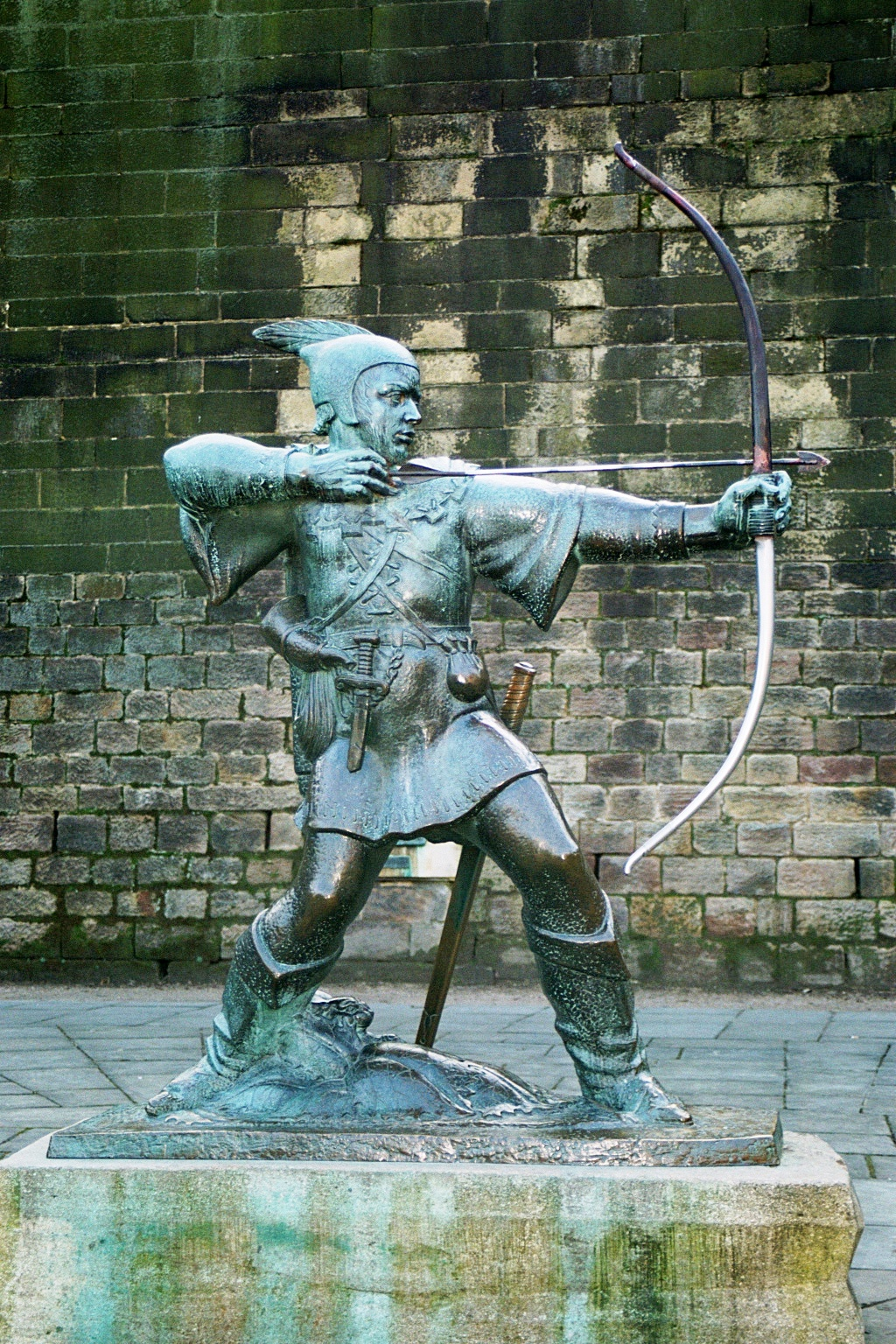
ロビン・フッド碑

ロビン・フッド (Robin Hood) は、中世イングランドの伝説上の人物である。まれに「ロビン・フード」と表記されることがある。

## 成立と変容
吟遊詩人たちによって1編の物語として編集され、一般に広まる。
「歴史書にも名前が現われる」や「1241年没」という伝承もあるが、実在を裏付ける確かな資料はない。ロビン・フッドというのは、あくまで何人かの人物にまつわる伝承が合わさって形成された可能性が高い。たとえばヘリワード・ザ・ウェイク (Hereward the Wake) などがモデルとして挙げられている。また、13世紀イタリアのアウトロー（法の保護外の者）的人物、ギーノ・ディ・タッコ (Ghino di Tacco) からもインスピレーションを得ているらしい。
13世紀イギリスにはRabunhodという名の人の記録があるとしている文献が多いという。ロビン・フッドに類似した名前は、アウトローの盗賊の比喩として使われていたようで、13・14世紀のいくつかの文献・資料に登場する。
中世抒情詩のひとつのジャンルであるパストゥレルは、騎士と女羊飼いとの恋の駆け引きを描くものであるが、フランス中世のアダン・ド・ラ・アル（1240年頃 - 1287?1304?年頃）は、それを田園牧歌劇形式に書き換え、Jeu de Robin et Marion ジュ・ドゥ・ロバン・エ・マリオン『ロバンとマリオンの劇』という作品に仕上げた。この作品の中ではロバンとマリオンは羊飼いのカップルとなっている。この劇作そのものかどうかははっきりしないが、この時代、アンジェでは毎年ペンテコステ（聖霊降臨祭）で『ロバンのマリオンの劇』というタイトルの演劇作品が上演された、という。17世紀はじめごろまで、イギリスの五月祭の参加者の中から王と王妃役の人が選ばれ、彼らは「ロビンフッド」と「マリオン」と呼ばれたという。
14世紀のウィリアム・ラングランド（英語版）の長編詩「農夫ピアズの夢（英語版）」の中で、まとまった物語として（初めて）登場する。古い伝承では、ロビン・フッドはノルマン・コンクエスト後に、ノルマン人に抵抗する、サクソン人の非小作農民ヨーマンとなっており、その後エドワード1世時代の設定になり、ノルマン人に所領を奪われた貴族、義賊、マリアン（ノッティンガムの領主の家族であるが、伝承や作品により、娘・妻・未亡人などの違いがある）とのロマンス、あるいは十字軍帰りなどの設定が加わった。16世紀以降、リチャード1世（獅子心王）時代の人物となり、リチャード1世が十字軍遠征に赴いている間にジョン王の暴政に反抗した人物として描かれるようになった。
「弓の名手で、イギリスのノッティンガムのシャーウッドの森に住むアウトロー集団の首領で義賊」という設定（イメージ）は実は比較的新しいもので、19世紀あたりから描かれるようになったという。緑色の服をまとう人物として描かれる。

## 19世紀以降のお話での登場人物
ロビン・フッド
あだ名は大股のロビン（Robin Longstride）、ロクスレイのロビン（Robin of Loxley, or Locksley）など。

### 「愉快な仲間たち」(Merry Men)
ちびのジョン（リトル・ジョン） (Little John) 
あだ名に反して怪力の大男。ロビンの片腕的存在で、丸太橋の上で六尺棒でロビンと戦い仲間になる。
タック修道士 (Friar Tuck) 
怪力の修道士。好戦的と言うよりもむしろビールの一種であるエールを愛する陽気な男。
アーサー・ア・ブランド (Arthur a Bland) 
逃亡中の密猟者で、ロビンと戦って勝って、仲間になる。
粉屋のせがれマッチ (Much the Miller's Son) 
初期のバラッドでは成人で二番手の戦士、後世の物語では愉快な仲間たちの中で最年少となっている。
ウィル・スカーレット (Will Scarlett) 
常に赤い服を着ている伊達男。剣の達人でロビンの甥。
ウィル・スチュートリー (Will Stutely) 
ジョンに自分のあだ名「ちび」を与える。弓術はロビンに次ぐ腕前。ノッティンガムの代官をスパイして捕らえられ、そして救出される。ウィル・スカーレットと時折混同される。
ドンカスターのデイビッド (David of Doncaster) 
ロビンにノッティンガムの代官が開催する弓比べの大会は罠であると教え、行かないように警告する。
アラン・ア・デイル (Alan-a-Dale) 
吟遊詩人。別の男と結婚させられそうになっている恋人をロビンに頼んで救出させる。最近の媒体では、サラセン人（イスラーム教徒）が仲間にいる事が多い。
乙女マリアン (Maid Marian) 
ロビン・フッドの恋人。最近の媒体では、お転婆娘で有能な戦士として描かれることが多い。
リーのリチャード (Richard at the Lee) 
修道院長に土地を担保に借金をしたが返せないため、土地が没収されそうになっている悲しげな騎士。ロビンはその支払いを手伝ってやる。

### その他の登場人物
獅子心王
リチャード1世。
ジョン王子（後のイングランド王ジョン）
悪役として描かれる。
ヘアフォード司教 (Bishop of Hereford) 
裕福で強欲なため、ロビンと愉快な仲間たちに強盗を受ける。
ギスボーンのガイ (Guy of Gisbourne) 
ノッティンガムの代官のためにロビンを捕らえるが、ロビンに殺され首を切られる。
ノッティンガムの代官 (Sheriff of Nottingham) 
敵役。ロビンを捕まえようと付け狙う。

## ロビン・フッドが主題の作品（近代以降）

### 文学作品
- ロビン・フッドのゆかいな冒険（The Merry Adventures of Robin Hood, 1883）ハワード・パイル／村山知義・村山亜土 訳（改版2002年、岩波少年文庫 全2巻）
- 幻のロビンフッド（The Death of Robin Hood） ピーター・ヴァンシッタート（英語版）／永久英雄 訳（1987年、昌文社）ISBN 978-4794922755
- ロビン・フッドの冒険（The Merry Adventures of Robin Hood, 1883）ハワード・パイル／生田信夫 訳（新版1990年、集英社 少年少女世界名作の森）ISBN 978-408-2850173
- ロビン・フッド物語（The Chronicles of Robin Hood） ローズマリー・サトクリフ／山本史郎 訳（2004年、原書房）ISBN 4562037784
- ロビン・フッドの冒険（The Merry Adventures of Robin Hood, 1883）ハワード・パイル／中野好夫 訳 (新版2010年、講談社 21世紀版・少年少女世界文学館）ISBN 978-406-2835527
- アイヴァンホー（Ivanhoe） ウォルター・スコット （ロビン・フッドとその仲間たちと思しき人物たちが登場する）
- ロビン・フッドに鉛の玉を（Bullet for A Star） ステュアート・カミンスキー／和田誠 訳（1994年、文春文庫）推理小説 ISBN 978-4167309404
- ロビン・フッドの愉快な冒険（The Merry Adventures of Robin Hood, 1883）ハワード・パイル／三辺律子 訳（2019年、光文社古典新訳文庫）ISBN 978-4334754051

### 映画
- ロビン・フッド（Robin Hood、1922年、アメリカ映画） - 監督：アラン・ドワン、出演：ダグラス・フェアバンクス、ウォーレス・ビアリーなど。
- ロビンフッドの冒険（1938年、アメリカ映画） - 監督：マイケル・カーティス、出演：エロール・フリン、オリヴィア・デ・ハヴィランドなど。
- ロビン・フッド（The Story of Robin Hood、1952年、アメリカ映画(ディズニー制作)） - 監督：ケン・アナキン、出演：リチャード・トッド、ジョーン・ライスなど。
- ロビン・フッドの息子 (The Son of Robin Hood、1958年、米20世紀フォックス) 監督：ジョージ・シャーマン、出演：デイビッド・へディソンなど。
- シャーウッドの剣（Sword of Sherwood Forest、1960年、英ハマー・フィルム・プロダクション） - 監督：テレンス・フィッシャー、出演：リチャード・グリーン、ピーター・カッシングなど。
- ロビン・フッドの逆襲（A Challenge for Robin Hood、1967年、アメリカ・イタリア合作映画） - 監督：ペニントン・リチャーズ。主演：バリー・インガム、ジェームズ・ヘイター、レオン・グリーン、ピーター・ブライスなど。
- ロビンとマリアン（1976年、アメリカ映画） - 監督：リチャード・レスター、出演：ショーン・コネリー、オードリー・ヘプバーンなど。
- ロビン・フッド（1991年、カナダ・ドイツ・イギリス・アメリカ合作映画） - 監督：ジョン・アーヴィン、出演：パトリック・バーギン、ユマ・サーマンなど。
- ロビン・フッド（1991年、アメリカ映画） - 監督：ケヴィン・レイノルズ、出演：ケビン・コスナー、クリスチャン・スレーターなど。
- ロビン・フッド/キング・オブ・タイツ（1993年、アメリカ・フランス合作映画） - 監督：メル・ブルックス、主演：ケイリー・エルウィス。上記ケビン・コスナー版を初めとする、様々なロビン・フッド映画のパロディ。
- レジェンド・オブ・アロー（2001年、アメリカ映画） - ディズニーのテレビ映画作品。出演：キーラ・ナイトレイ、スチュアート・ウィルソン、スティーヴン・モイヤーほか
- ロビン・フッド（2010年、イギリス・アメリカ合作映画） - 監督：リドリー・スコット、出演：ラッセル・クロウ。
- フッド: ザ・ビギニング（2018年、アメリカ映画） - 監督：オットー・バサースト、出演：タロン・エジャトン。

### ドラマ
- ロビンフッドの冒険（英語版）（1955年 - 1960年、英ITC製作のテレビドラマシリーズ。日本では1957年に日本テレビで放送された[4]）
- ロビン・フッド（2006年、英BBC製作のテレビドラマシリーズ）

### アニメ
- アニメ『トムとジェリー』の一編、「我こそ勇者」（原題：Robin Hoodwinked,1958年） 捕らえられたロビンを助ける。トムにカギを丸呑みにされ、ジェリーとタフィーが救出するエピソード
- ロビン・フッド（1973年アメリカ映画、アニメ） - ディズニーのアニメ作品。監督：ウォルフガング・ライザーマン。キツネのロビン・フッド（英語版）がライオンのプリンス・ジョンの悪政から庶民を救う物語。日本での公開は1975年7月5日。
- ロビンフッドの大冒険 - アレクサンドル・デュマの小説「ロビンフッドの冒険」を原作とする1990年の日本のアニメ作品。（NHK衛星第2テレビジョンのサンデーアニメ劇場で放送）
- トムとジェリー ロビン・フッド（2012年のOVA）

### ゲーム
- Conquests of the Longbow: The Legend of Robin Hood（日本未発売）
- Robin Hood Defender of the Crown（日本未発売）
- Robin Hood: The Legend of Sherwood

### 楽曲
- 歌劇「ロビン・フッド」(1860年、ジョージ・アレグザンダー・マクファーレン）
- 歌劇「ロビン・フッド」(2011年、ユッカ・リンコラ（英語版））
- いとしのロビン・フッドさま（1978年、榊原郁恵）
- My Oh My　(1997年、アクア)

### 舞台
- Rock Reading『ロビン』～「ロビン・フッドの愉快な冒険」より～(2021年、出演：本髙克樹、今野大輝ほか)
- 宝塚歌劇団雪組公演『ROBIN THE HERO』（2025年 出演:朝美絢・夢白あや 他）

## 影響
- ロビン・フッドと名乗って、困っている人にお金をあげる活動をしているギャンブラーがいる[5]。
- ブラック・サムの名で知られる海賊サミュエル・ベラミーは、自らをロビン・フッドになぞらえ、部下たちをロビン・フッドの仲間たちと称した。

## 注・出典
1. ↑  Holt, J. C., Robin Hood, Ed : Thames & Hudson, 1982
2. ↑  【03-08十三世紀都市の演劇】十三世紀演劇とフォークロア（１）：『ロバンとマリオンの劇』の場合: フランス中世演劇史のまとめ
3. ↑  怠け者の司祭が、「主の祈りはよく覚えていないが、ロビン・フッドの詩は知っている」ことを告白するくだりがある。V.396 in Schmidt's ed.
4. ↑  竹書房/イオン編集部 編「BonusColumn 海外テレビ映画の放映」『超人画報 国産架空ヒーロー40年の歩み』竹書房、1995年11月30日、50頁。ISBN 4-88475-874-9。C0076。
5. ↑  “賭けに勝った金を寄付する男、困った人を募り救済する現代版ロビンフッド。”.  Narinari.com (2010年8月4日). 2015年8月17日閲覧。